# Acquedotto romano di Bologna
L'acquedotto romano di Bologna fu costruito a Bononia. Anche se gli acquedotti costruiti mediante condotti aerei sono più conosciuti, spesso i romani realizzavano acquedotti sotterranei. Questo, completamente in galleria (in parte nella roccia ed in parte in terreni rinforzati), risale al I secolo a.C. probabilmente grazie all'imperatore Augusto, anche se a lungo si credette che l'opera fosse stata realizzata in precedenza grazie a Caio Mario (e veniva perciò chiamata "acquedotto Mario").
L'opera, che ha una lunghezza di oltre 18 chilometri con un dislivello di soli 18 metri, attinge dal fiume Setta in quanto i romani compresero che queste acque erano qualitativamente migliori di quelle, seppur più vicine, del fiume Reno. L'acquedotto prelevava l'acqua presso Sasso Marconi e, passando da Casalecchio di Reno sotto la zona del Colle della Guardia, la convogliava in galleria fino a raggiungere l'Aposa, (sotto  Palazzo Pizzardi nella odierna via d'Azeglio angolo via Farini) dove una vasca di decantazione (castellum) schiariva l'acqua prima di distribuirla alla città e alle terme mediante il sistema tipicamente romano delle fistulae aquariae (tubi di piombo o terracotta). Oggi il tunnel finisce presso la caserma dei vigili del fuoco in viale Aldini. La portata ai tempi dei romani era di circa 35.000 metri cubi al giorno, abbastanza per soddisfare le necessità di una città di 25-30.000 abitanti.
L'acquedotto rimase attivo fino al Medioevo, quando, a seguito delle invasioni barbariche e dell'incuria, rimase quasi dimenticato e interrato. Notizie dell'acquedotto furono date nel XVI secolo dal frate Leandro Alberti (Historie di Bologna) ed in seguito da Cherubino Ghirardacci (in Historia di Bologna). Più precise furono le indicazioni di Serafino Calindri nel suo Dizionario corografico, georgico, orittologico, storico relativo alla montagna e collina del territorio bolognese.
Ma fu solo dopo l'unità d'Italia che Bologna senti la necessità di aumentare gli approvvigionamenti idrici. Grazie all'ingegnere e archeologo Antonio Zannoni ed al conte Giovanni Gozzadini (lo scopritore della civiltà villanoviana), si poté finalmente individuare e ripristinare l'antico acquedotto, che fu rimesso in funzione nel 1881: il 2 giugno di quell'anno l'acqua del Setta poté zampillare da una fontana, costruita per l'occasione in piazza Maggiore. Ancora oggi l'acquedotto è pienamente in funzione e contribuisce (anche se solo parzialmente) ai bisogni della città.